# WrestleMania XX
WrestleMania XX a fost cea de-a douăzecea ediție a pay-per-view-ului WrestleMania organizat de World Wrestling Entertainment. A avut loc pe data de 14 martie 2004 în arena Madison Square Garden din New York, New York, fiind cea de-a patra gală WrestleMania desfășurată în statul New York. Evenimentul a generat încasări de 2,4 milioane dolari, fiind cel mai profitabil show organizat de WWE în incinta Madison Square Garden. La WrestleMania XX au participat 20,000 de spectatori din 16 țări și din 48 de state americane. Gala a fost televizată la nivel mondial, în peste 90 de țări.
A fost un eveniment festiv, în care s-a sărbătorit aniversarea a 20 de ediții WrestleMania. Promovarea show-ului a început imediat după încheierea ediției din anul precedent, sub genericul "The Road to WrestleMania XX" (Drumul către Wrestlemania XX).
Sloganul WrestleMania XX a fost Where it all Begins... Again.. Melodia oficială a evenimentului a fost "Step Up" interpretată de formația Drowning Pool. Cea de-a doua melodie a evenimentului a fost piesa "Touché", interpretată de trupa Godsmack.

## Rezultate
- John Cena l-a învins pe The Big Show, câștigând centura de campion al Statelor Unite (9:14)
  - Cena a câștigat prin pinfall, după ce i-a aplicat lui Big Show un FU.
- Rob Van Dam și Booker T i-au învins pe Garrison Cade și Mark Jindrak, The Dudley Boyz (Bubba Ray & D-Von) și pe cei din echipa La Résistance (René Duprée & Rob Conway) într-un Fatal Four-Way match, păstrându-și centurile World Tag Team Championship (7:51)
  - RVD l-a numărat pe Conway, după ce Booker i-a aplicat un Scissors Kick iar Van Dam a executat un Five-Star Frog Splash.
- Christian l-a învins pe Chris Jericho (14:52)
  - Christian a câștigat prin pinfall, folosind un roll-up, după ce Trish Stratus a intervenit și l-a lovit pe Jericho.
  - Meciul a marcat întoarcerea lui Tim White în postura de arbitru, după accidentarea suferită la Judgment Day 2002.
- Evolution (Randy Orton, Batista și Ric Flair) a învins Rock 'n' Sock Connection (The Rock & Mick Foley) într-un meci de tipul Handicap (17:03)
  - Orton l-a numărat pe Foley, după ce i-a aplicat un RKO.
- "Mean" Gene Okerlund a prezentat promoția 2004 a wrestlerilor introduși în WWE Hall of Fame. Aceștia au fost:
  - Bobby "The Brain" Heenan, Tito Santana, John "Big John Studd" Minton, Harley Race, Pete Rose, Don Muraco, Greg "The Hammer" Valentine, Sylvester "Junkyard Dog" Ritter, "Superstar" Billy Graham, Jesse "The Body" Ventura și Sgt. Slaughter.
- Torrie Wilson și Sable le-au învins pe Stacy Keibler și Miss Jackie într-un meci intitulat Playboy Evening Gown (2:33)
  - Wilson a numărat-o pe Jackie.
- Chavo Guerrero a câștigat un meci Cruiserweight Open, păstrându-și centura WWE Cruiserweight Championship (10:28)
  - Último Dragón l-a numărat pe Shannon Moore, după aplicarea unui Dragon DDT (1:18)
  - Jamie Noble l-a învins pe Dragon prin submission (2:14)
  - Noble l-a numărat pe Funaki, folosind un Small package (2:23)
  - Noble l-a învins pe Nunzio prin countout (4:21)
  - Billy Kidman l-a numărat pe Noble, după aplicarea unei BK Bomb de pe coarda superioară a ringului (6:06)
  - Rey Mysterio l-a numărat pe Kidman, după un sunset flip powerbomb de pe corzi (7:22)
  - Mysterio l-a numărat pe Tajiri, folosind un roll-up. (8:37)
  - Mysterio l-a învins pe Akio prin forfeit. (8:37)
  - Chavo Guerrero l-a numărat pe Mysterio, după ce în meci a intervenit Chavo Guerrero, Sr. (10:28)
- Goldberg l-a învins pe Brock Lesnar, într-un meci în care Steve Austin a fost arbitrul special) (13:42)
  - Goldberg a câștigat prin pinfall, după ce i-a aplicat un Spear și un Jackhammer.
  - După meci, ambii wrestleri au fost atacați de Steve Austin, care le-a aplicat un Stone Cold Stunner.
- Vince McMahon a apărut în arenă și și-a exprimat recunoștința față de fani, care au fost alături de el și de compania World Wrestling Entertainment în toți cei douăzeci de ani de existență a WrestleMania.
- Rikishi și Scotty 2 Hotty au învins echipele The World's Greatest Tag Team (Charlie Haas & Shelton Benjamin), The Basham Brothers (Danny & Doug) și The APA (Bradshaw & Faarooq) într-un Fatal Four-Way match, păstrându-și centura WWE Tag Team Championship (6:01)
  - Rikishi l-a numărat pe Danny, după ce i-a aplicat un Banzai Drop.
- Jesse Ventura a realizat un scurt interviu cu Donald Trump, prezent în public.
- Victoria a învins-o pe Molly Holly într-un Hair vs. Title match, păstrându-și centura WWE Women's Championship (4:53)
  - Victoria a câștigat prin pinfall, după ce a transformat încercarea lui Molly de a efectua un Widow's Peak într-un Backslide Pin.
  - Datorită faptului că Molly a pierdut meciul, aceasta a fost tunsă cheală.
- Eddie Guerrero l-a învins pe Kurt Angle, păstrându-și centura WWE Championship (21:32)
  - Eddie a câștigat prin pinfall, folosind un Small package.
  - În timpul meciului, Eddie și-a scos una din ghete, pentru a-i distrage atenția lui Angle.
- The Undertaker (însoțit de Paul Bearer) l-a învins pe Kane (7:45)
  - Undertaker a câștigat prin pinfall, după ce i-a aplicat lui Kane un Tombstone Piledriver.
  - Undertaker și-a făcut intrarea în arenă însoțit de druizi.
- Chris Benoit i-a învins pe Triple H (c) și Shawn Michaels într-un Triple Threat match, devenind noul deținător al centurii World Heavyweight Championship (24:47)
  - Benoit a câștigat prin submission, aplicându-i lui Triple H un Crippler Crossface.
  - După terminarea meciului, Benoit a sărbătorit în ring victoria, împreună cu soția sa Nancy, cei doi fii ai săi, și bunul său prieten Eddie Guerrero.

## Alți participanți
| Comentatori - Michael Cole - SmackDown! - Jerry "The King" Lawler - RAW - Jim Ross - RAW - Tazz - SmackDown! Comentatori spanioli - Carlos Cabrera - Hugo Savinovich Ring announcers - Tony Chimel - SmackDown! - Howard Finkel - RAW Reporteri - Lilian Garcia | Arbitrii - Mike Chioda - RAW - Jack Doan - RAW - Brian Hebner - SmackDown! - Earl Hebner - RAW - Jim Korderas - SmackDown! - Nick Patrick - SmackDown! - Chad Patton - RAW - Tim White - RAW - Charles Robinson - SmackDown! |

## De reținut
- La începutul spectacolului, imnul "America the Beautiful" a fost interpretat de Corul băieților din Harlem
- Aceasta este singura ediție WrestleMania de până acum cu o durată de cinci ore.
- Wrestlemania XX a fost prima ediție de după divizarea rosterului în care s-au confruntat wrestleri din RAW și SmackDown!.
- Aceasta a fost ediția în care au fost puse în joc cele mai multe titluri (7) : WWE United States Championship, WWE Women's Championship, WWE Cruiserweight Championship, WWE Tag Team Championship, World Tag Team Championship, WWE Championship și World Heavyweight Championship. A fost de asemenea prima ediție în care a existat un meci contând pentru titlul Statelor Unite.
- Este prima ediție WrestleMania în care titlul WWE este câștigat prin submission.
- WrestleMania XX a fost ultima ediție de până acum în numerotarea căreia s-au folosit cifrele romane.
- WrestleMania XX, împreună cu următoarele două ediții, s-au desfășurat în cele trei orașe în care a avut loc WrestleMania 2: New York, Los Angeles și Chicago.